# باشگاه فوتبال رید
اس.وی. رید یک باشگاه فوتبال اتریشی است که در شهر رید ایم اینکرایس استقرار دارد و هم‌اکنون در بوندس‌لیگا ۲ اتریش، که دومین سطح فوتبال این کشور است، فعالیت می‌کند.
اس.وی رید  پس از قهرمانی در لیگ دوم فوتبال اتریش در فصل ۲۰۲۰-۲۰۱۹ به لیگ برتر فوتبال اتریش ۲۰۲۱-۲۰۲۰ بازگشت و دوباره در پایان فصل ۲۰۲۳-۲۰۲۲ با قرار گرفتن در رده دوازدهم، به لیگ ۲ (اتریش) سقوط کرد.

## تاریخچه
این باشگاه در ۵ می ۱۹۱۲ با نام Sportvereinigung Ried تشکیل شد و تا سال ۱۹۹۱ در لیگ های منطقه ای اتریش بازی می‌کرد. اس.وی رید اولین بار در سال ۱۹۹۵ به بالاترین سطح فوتبال اتریش صعود کرد.

## افتخارات
- جام حذفی فوتبال اتریش

قهرمان: ۱۹۹۸-۱۹۹۷، ۲۰۱۱-۲۰۱۰
- سطح دوم فوتبال اتریش

قهرمان: ۲۰۰۵-۲۰۰۴، ۲۰۲۰-۲۰۱۹